# Naravarikuppam
Naravarikuppam is a town no distrito de Thiruvallur, no estado indiano de Tamil Nadu.

## Geografia
Naravarikuppam está localizada a 13° 12′ N, 80° 10′ L. Tem uma altitude média de 13 metros (42 pés).

## Demografia
Segundo o censo de 2001,  Naravarikuppam  tinha uma população de 18,327 habitantes. Os indivíduos do sexo masculino constituem 51% da população e os do sexo feminino 49%. Naravarikuppam tem uma taxa de literacia de 75%, superior à média nacional de 59.5%: a literacia no sexo masculino é de 81% e no sexo feminino é de 69%. Em Naravarikuppam, 12% da população está abaixo dos 6 anos de idade.